# Styringomyia halavana
Styringomyia halavana är en tvåvingeart som beskrevs av Alexander 1951. Styringomyia halavana ingår i släktet Styringomyia och familjen småharkrankar. Inga underarter finns listade i Catalogue of Life.